# Bouère

Bouère es una localidad y comuna de Francia, situada en el departamento de Mayenne de la région del Países del Loira.

## Geografía
En el sureste de Mayenne, es un viejo país de Anjou, situado entre el Grez-en-Bouère y el Saint-Denis-d'Anjou. Ciudad situada en las carreras de mármol que participan en el desarrollo de Basílica del Sacré Cœur, y la estación del Gare Saint-Lazare en París.

## Demografía
| 1305 | 1149 | 1030 | 911 | 857 | 907 |
| Para los censos de 1962 a 1999 la población legal corresponde a la población sin duplicidades (Fuente: INSEE [Consultar]) |      |      |     |     |     |

## Administración
Bouère pertenece al distrito de Château-Gontier.
Lista de alcaldes sucesivos
| Principio | Extremo | Identidad                       | Lista                |
| 1978      | 2008    | Claude BUCHER                   | Para vivir en Bouère |
| 1906      |         | CHEMIN                          |                      |
| 1896      |         | BEAUPLET                        |                      |
| 1880      | 1896    | FOUCHER                         |                      |
| 1870      | 1880    | BACHELIER                       |                      |
| 1855      | 1870    | SESBOUÉ                         |                      |
| 1850      |         | GODIVIER                        |                      |
| 1840      |         | SESBOUÉ                         |                      |
| 1836      |         | TONNELIER                       |                      |
| 1830      | 1836    | CHAMARET                        |                      |
| 1827      | 1830    | OGER                            |                      |
| 1821      | 1824    | Louis Joachim BOIS JOURDAN (du) |                      |
| 1801      | 1804    | TONNELIER                       |                      |
| 1800      |         | JAMIN                           |                      |
| 1791      | 1795    | René SESBOUÉ                    |                      |
| --------- | ------- | ------------------------------- | -------------------- |

## Monumentos y lugares
- Iglesia romántica (XIe/XIIe restaurado en el siglo de XIXe),
- Cementerio comunal (registrado con el inventario adicional de los edificios históricos),
- Cámara acorazada 1871 de Votive,
- Castillo del siglo y de las dependencias de Bois-Jourdan 16ème/17ème,
- Castillo del siglo de Vézousière 18ème,
- Castillo del siglo de Rochers 19ème,
- Castillo del siglo de Sevaudière 19ème,
- Castillo del siglo de Daviers 19ème.